# 정단니
정단니(중국어 간체자: 郑丹妮, 정체자: 鄭丹妮, 병음: Zhèng Dānnī, 한자음: 정단니, 영어: Kimmy Zheng, 2001년 1월 26일 ~ )는 중국의 아이돌이자 가수, 배우이다. 중국의 걸 그룹 GNZ48 Team NⅢ의 일원이다. 소속사는 STAR48이다.